# Incendies de Kyoto

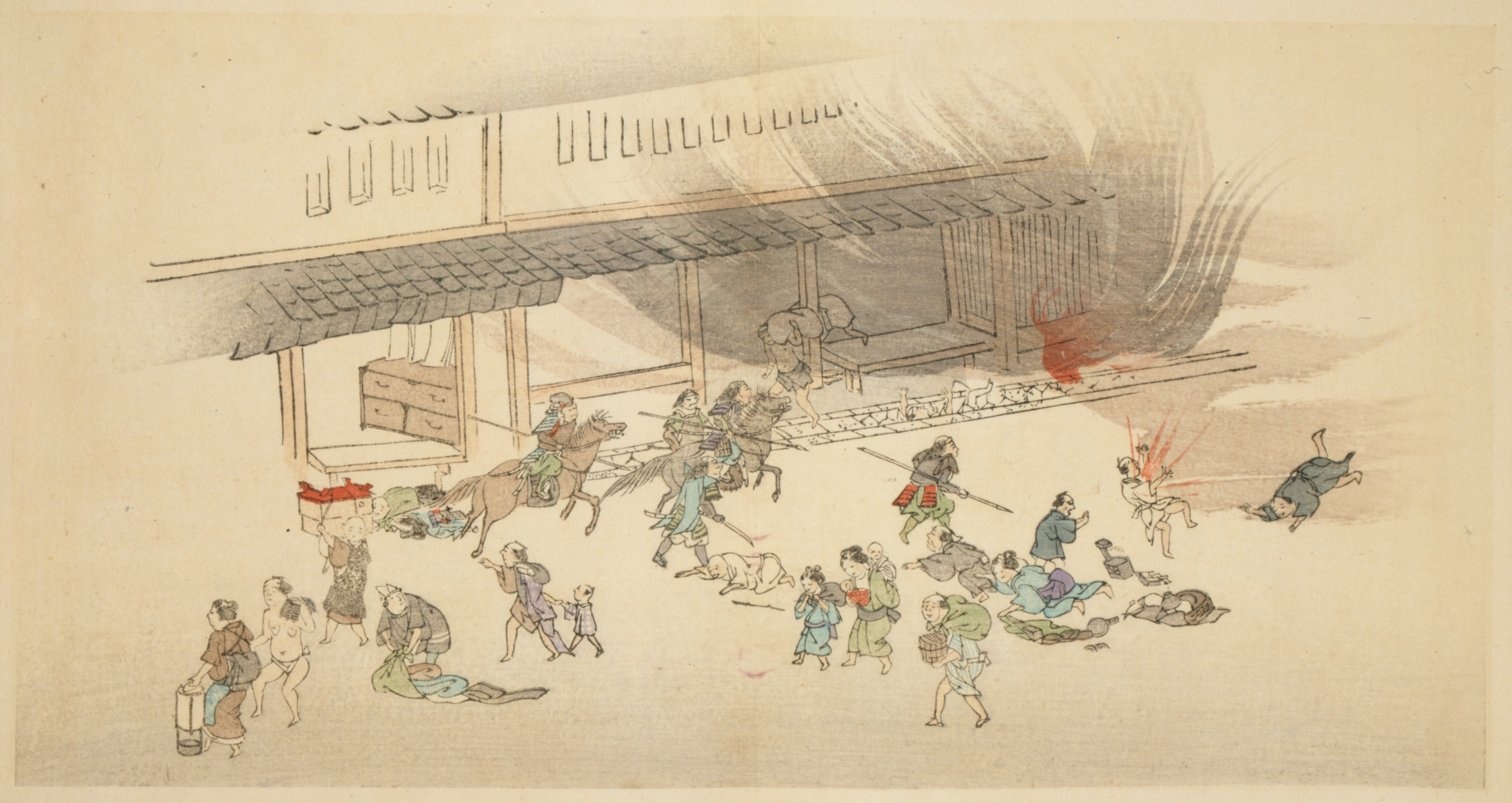
Incendie vers Hamaguri à Kyōto, le 20 août 20 1864 (Genji 1, de la 7e mois).

L'histoire de la ville de Kyōto est marquée par de nombreux incendies.

## Les grands incendies
- l'incendie de l'ère Hōei[1]
- l'incendie de l'ère Kyōhō[2]
- l'incendie de l'ère Tenmei[3] en 1788, a brulé la ville pendant deux jours et deux nuits[4]
- l'incendie de l'ère Genji[5]

## Les incendies graves
- 976 (l'Ère Ten'en 2, le 11e jour du 5e mois): Le palais impérial a été complètement détruit par l'incendie; et le Miroir Sacré (Kagami, un des Trois Trésors Sacrés du Japon) a été noirci à tel point qu'il n'a réfléchi aucune lumière[6].
- 980 (l'Ère Tengen 3, le 22e jour du 11e mois): Le palais impérial brûlé vers le bas; et le Kagami a été à moitié détruit[6].
- 982 (l'Ère Tengen 5, le 17e jour du 11e mois): Le palais impérial a été réduit aux cendres. Le Kagami est devenu un morceau du métal fondu qui a été présenté à l'empereur[6].
- 1148 (l'Ère Kyūan 4, le 6e mois): Le palais impérial a été consommé par des flammes[7].
- 1177 (l'Ère Jishō 1, le 28e jour du 4e mois): Un grand incendie dans la capitale a été attisé par de forts vents. Le palais a été entièrement détruit[8].
- 1361 (l'Ère Kōan 1, le 6e mois): Les chutes de neige étaient exceptionnellement lourdes; et il y avait également un incendie désastreux à Kyoto aussi bien qu'un tremblement de terre violent[9].
- 1620 (l'Ère Genna 6, le 30e jour du 2e mois):  Un incendie grave à Kyoto[10].
- 1620 (l'Ère Genna 6, le 4e jour du 3e mois): Les incendies plus graves à Kyoto[10].
- 1673 (l'Ère Enpō 1): Incendie grave à Kyoto. Les résidents de Kyoto et les  historiens de la période ont appelé ceci l'incendie de la première année d'Enpō[11].
- 1675 (l'Ère Enpō 3): Grave incendie à Kyoto. Il s'est appelé l'incendie de la troisième année d'Enpō[11].